# Nuuk
Nuuk (pron groenlandese: [nuːk], ; in danese Nuuk, storicamente Godthåb, pron. /ˈkʌtˌhɔˀp/) è la capitale della Groenlandia, nazione costitutiva del Regno di Danimarca.
Principale centro culturale ed economico del Paese, è sede del suo governo. Appartiene al comune di Sermersooq e conta circa un terzo della popolazione della Groenlandia, vantando 20113 abitanti.
La zona è abitata sin dall'epoca dei vichinghi, nel X secolo, per poi passare agli inuit e ai danesi. La città fu fondata con il nome di Godthåb il 29 agosto 1728 dal governatore danese-norvegese Claus Paarss, che spostò la precedente colonia di Buona Speranza sulla terraferma; questa era stata fondata dal missionario norvegese Hans Egede col nome Godthåb ("buona speranza"). Allora la Groenlandia era de iure colonia norvegese sotto il Regno di Danimarca e Norvegia, pur non avendo avuto per più di due secoli alcun contatto con la madrepatria. La città adottò ufficialmente il nome attuale nel 1979, anche se il nome "Godthåb" rimane utilizzato in danese. "Nuuk" è la parola groenlandese che significa "capo" (in danese: næs). Prende il nome dalla sua posizione, al termine del fiordo Nuup Kangerlua, sulla costa orientale del Mare del Labrador. 
Il campus dell'Università della Groenlandia, che ospita anche l'istituto di statistica, e i principali edifici della Biblioteca Pubblica Nazionale della Groenlandia si trova al margine settentrionale del quartiere, presso la strada per l'Aeroporto di Nuuk. Nuuk riceve elettricità principalmente dalla centrale idroelettrica Buksefjord, tramite una linea a 132 kV che attraversa il fiordo Ameralik per una distanza di 5.376 metri, la più lunga al mondo.

## Geografia fisica
La città si trova alla bocca del fiordo Godthåbsfjorden, sulla costa occidentale dell'isola, a circa 240 km a sud del Circolo polare artico e a circa 10 km dalle coste del Mare del Labrador, sulla costa sud-occidentale della Groenlandia.
Inizialmente il fiordo scorre a nord-ovest per poi girare a sud-ovest, dividendosi in tre bracci nel suo corso inferiore, con tre grandi isole tra i bracci: Isola Sermitsiaq, Isola Qeqertarsuaq, e Qoornuup Qeqertarsua. Il fiordo si allarga in una baia costellata di scogli vicino alla sua bocca. La montagna Sermitsiaq incombe sulla città e può essere vista quasi ovunque da Nuuk. La montagna ha dato il nome al giornale nazionale. Un altro rilievo è il Kuanninnguit.
Porto peschereccio, è il più grande centro commerciale groenlandese.

### Trasporti
La città è raggiungibile solo via mare, oppure in aereo, e non ci sono strade che la collegano alle altre città della Groenlandia. Su tutte le strade percorribili da mezzi a motore della città vige l'obbligo di tenere a bordo catene da neve per tutto l'anno e di utilizzarle se necessario.
Air Greenland opera all'aeroporto di Nuuk.

### Clima
Nuuk ha un clima marittimo di influenza polare (Köppen ET), con inverni freddi e nevosi ed estati fresche. Nel mese di dicembre, il sole sorge alle 10:00 e tramonta alle 14:30. Al contrario, da fine maggio ai primi di agosto le giornate sono lunghe.
Le temperature medie sono sotto lo zero per 7 mesi l'anno. Il mese più freddo è marzo, a −8 °C, mentre il più caldo è luglio, a 6,5 °C, mentre l'anno in media a −0,96 °C.
Gli estremi sono compresi tra −29,5 °C e 24,2 °C.
| NUUK (1980-2013)                | Mesi | Mesi | Mesi | Mesi | Mesi | Mesi | Mesi | Mesi | Mesi | Mesi | Mesi | Mesi | Stagioni | Stagioni | Stagioni | Stagioni | Anno |
| NUUK (1980-2013)                | Gen  | Feb  | Mar  | Apr  | Mag  | Giu  | Lug  | Ago  | Set  | Ott  | Nov  | Dic  | Inv      | Pri      | Est      | Aut      | Anno |
| ------------------------------- | ---- | ---- | ---- | ---- | ---- | ---- | ---- | ---- | ---- | ---- | ---- | ---- | -------- | -------- | -------- | -------- | ---- |
| T. max. media (°C)              | −1   | −2   | −3   | 0    | 4    | 8    | 11   | 10   | 8    | 6    | 3    | 1    | −0,7     | 0,3      | 9,7      | 5,7      | 3,8  |
| T. min. media (°C)              | −12  | −12  | −13  | −10  | −6   | −2   | 2    | 2    | 1    | −2   | −6   | −10  | −11,3    | −9,7     | 0,7      | −2,3     | −5,7 |
| Giorni di calura (Tmax ≥ 30 °C) | 0    | 0    | 0    | 0    | 0    | 0    | 0    | 0    | 0    | 0    | 0    | 0    | 0        | 0        | 0        | 0        | 0    |
| Giorni di gelo (Tmin ≤ 0 °C)    | 31   | 28   | 31   | 28   | 23   | 18   | 12   | 12   | 14   | 18   | 24   | 31   | 90       | 82       | 42       | 56       | 270  |
| Giorni di neve                  | 10   | 11   | 12   | 10   | 8    | 6    | 3    | 3    | 4    | 6    | 8    | 9    | 30       | 30       | 12       | 18       | 90   |

| NUUK (1907-2015)      | Mesi         | Mesi         | Mesi         | Mesi         | Mesi         | Mesi        | Mesi        | Mesi        | Mesi        | Mesi        | Mesi         | Mesi         | Stagioni | Stagioni | Stagioni | Stagioni | Anno  |
| NUUK (1907-2015)      | Gen          | Feb          | Mar          | Apr          | Mag          | Giu         | Lug         | Ago         | Set         | Ott         | Nov          | Dic          | Inv      | Pri      | Est      | Aut      | Anno  |
| --------------------- | ------------ | ------------ | ------------ | ------------ | ------------ | ----------- | ----------- | ----------- | ----------- | ----------- | ------------ | ------------ | -------- | -------- | -------- | -------- | ----- |
| T. max. assoluta (°C) | 9,6 (1985)   | 8,2 (1979)   | 8,9 (1939)   | 11,0 (1918)  | 11,2 (1999)  | 18,0 (1945) | 31,2 (1928) | 27,5 (1946) | 25,0 (1946) | 22,0 (1912) | 14,0 (1987)  | 10,0 (1988)  | 10,0     | 11,2     | 31,2     | 25,0     | 31,2  |
| T. min. assoluta (°C) | −40,0 (2005) | −46,1 (2012) | −48,9 (1929) | −15,0 (1929) | −12,1 (1935) | −7,6 (2006) | −2,6 (2014) | −3,8 (1977) | −4,5 (2015) | −9,9 (1919) | −11,2 (1996) | −33,0 (2010) | −46,1    | −48,9    | −7,6     | −11,2    | −48,9 |

## Storia
L’area intorno a Nuuk ha una lunga storia di insediamenti. Fu occupata fin dal 2200 a.C. circa dai popoli paleo-eschimesi della cultura Saqqaq, quando vivevano principalmente nell’area circostante all'ormai abbandonato villaggio di Qoornoq. Successivamente, fu occupata per lungo tempo dai popoli della cultura Dorset, che scomparvero nell’area prima dell’anno 1000 d.C.
Nel X secolo, l’area fu in seguito insediata da esploratori vichinghi, e poco dopo anche dagli Inuit. Norreni e Inuit hanno vissuto insieme in quest’area con poche interazioni fino alla scomparsa dell’insediamento norreno per motivi incerti nel XV secolo.

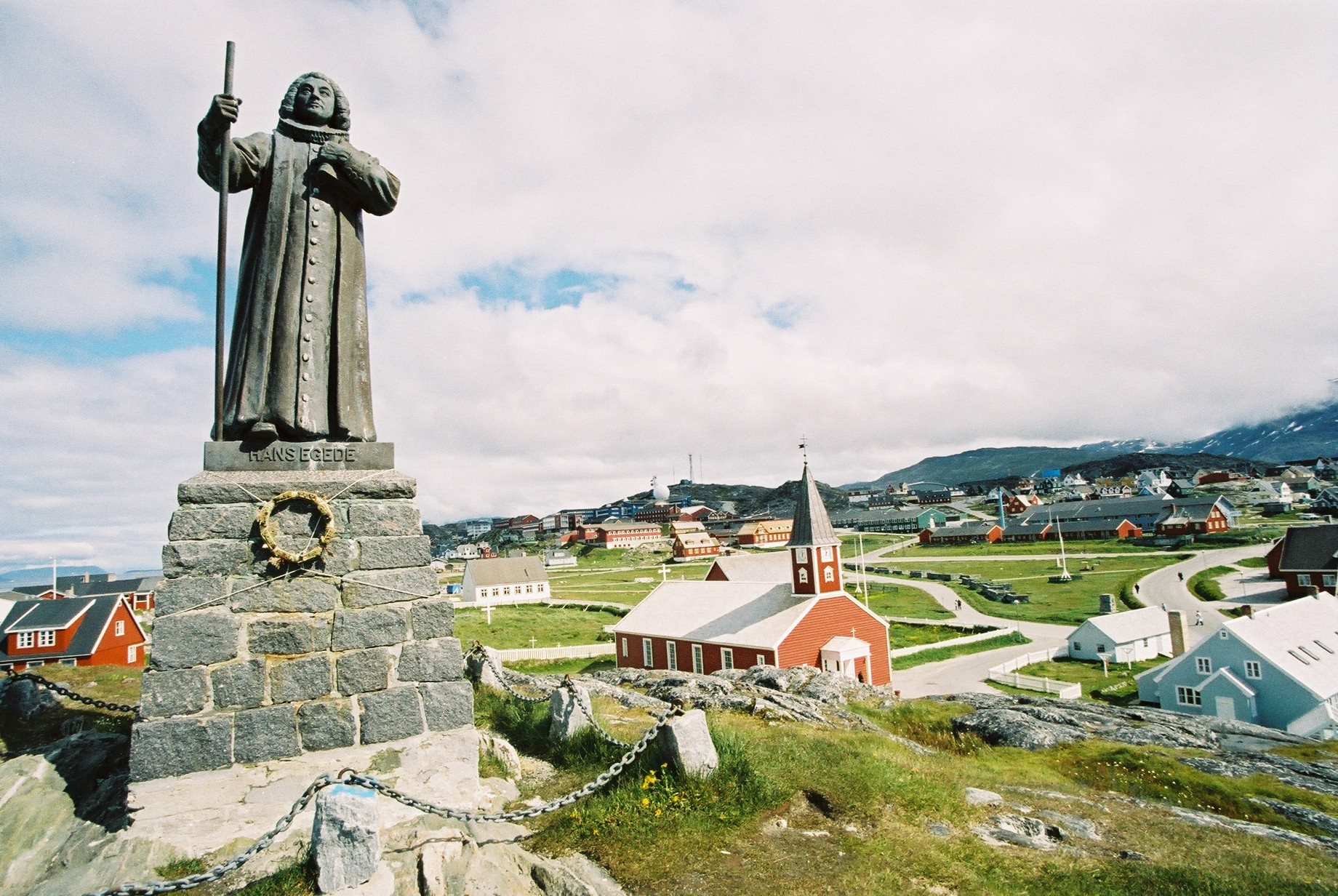
La statua di Hans Egede a Nuuk.

La città vera e propria fu fondata con il nome di Godthåb (buona speranza) il 29 agosto 1728 dal missionario norvegese Hans Egede quando la Groenlandia era una colonia del Regno di Danimarca e Norvegia. Egede arrivò lì con il permesso di Federico IV di Danimarca per installarvi una missione cristiana.
Nel 1733, anche i missionari della Moravia ottennero il permesso di avviare una missione in Groenlandia e nel 1747 ci furono abbastanza cristiani da avviare le costruzioni dei centri di istituzione formale della missione con il nome danese di Nye Hernhut che divennero il nucleo dell’attuale Nuuk.

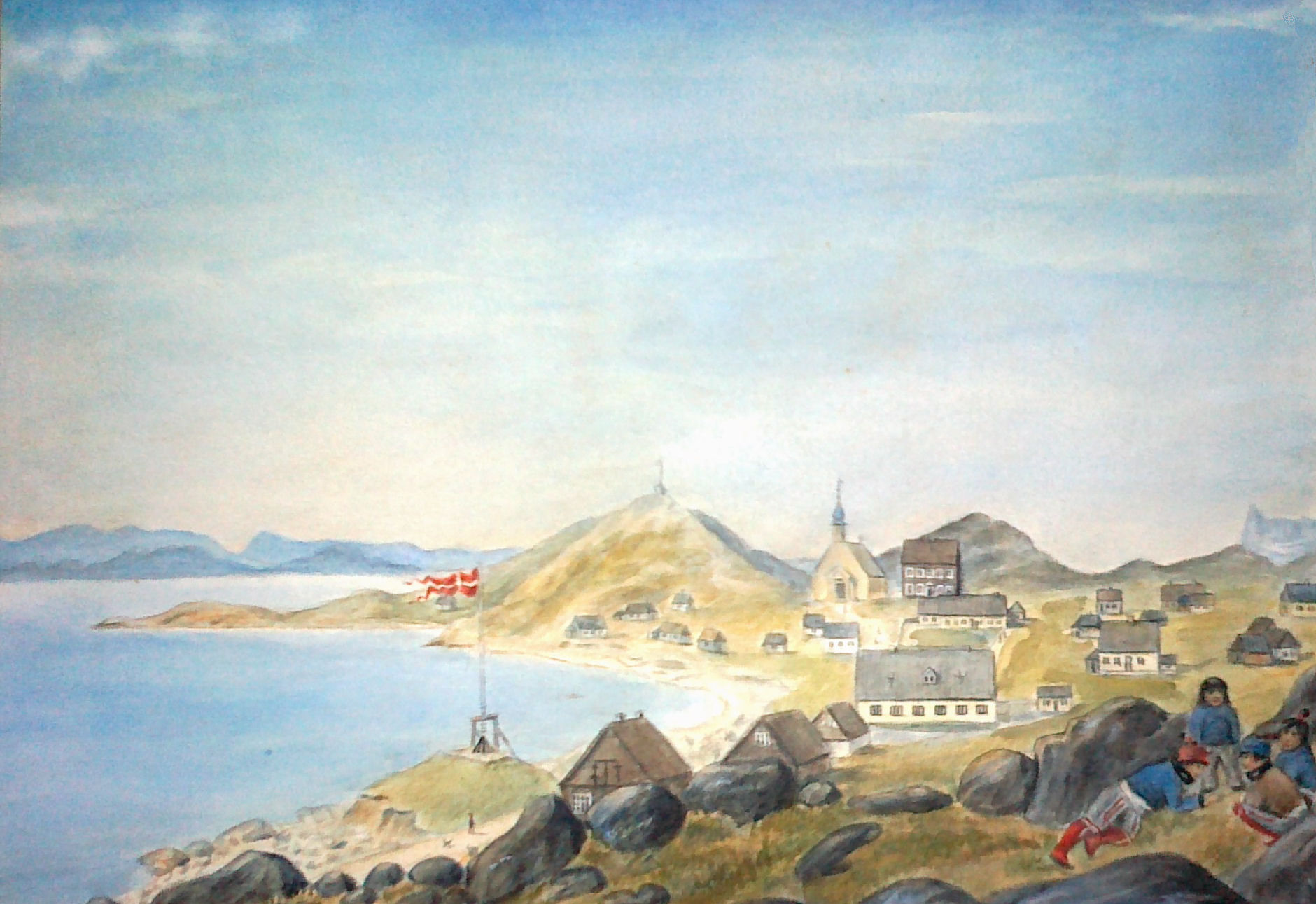
Nuuk nel 1878

Intorno al 1850, la Groenlandia, e specialmente l’area intorno a Nuuk, erano in crisi. Gli europei avevano portato malattie e una cultura in conflitto con quella dei nativi groenlandesi, molti dei quali erano in condizioni di povertà. Sotto l’influenza danese, essi avevano perso gran parte della loro identità.
Durante la seconda guerra mondiale, vi furono istituiti un consolato statunitense e uno canadese durante il governo di Eske Brun. Nel frattempo, ci fu un risveglio dell’identità nazionale groenlandese. Negli anni cinquanta, quando la Danimarca iniziò a modernizzare la Groenlandia, si avviarono delle dispute sull'uguaglianza tra danesi e groenlandesi che portarono nel 1979 a ribattezzare la città con il nome di Nuuk.

## Popolazione, cultura, religione
Ha una popolazione di 17 316 abitanti (al 2016), che la rende una delle più piccole capitali del mondo per popolazione. L'area metropolitana conta 18 039 abitanti. Gli abitanti sono prevalentemente groenlandesi e parlano groenlandese (Kalaallisut), in particolare il groenlandese occidentale, che è la varietà standard del Paese.
Nuuk ospita l'Università della Groenlandia (Ilisimatusarfik).
A Nuuk sorgeva il Blok P, il maggior edificio residenziale di tutta la Groenlandia. Ospitava circa 320 appartamenti e si diceva contenesse pressappoco l'1% di tutta la popolazione della Groenlandia. L'edificio fu demolito il 19 ottobre 2012.
Dal 1993 è sede vescovile luterana della diocesi di Groenlandia per la Chiesa di Danimarca, nella cattedrale del Salvatore (dan.: Vor Frelser Kirke; groenl.: Annaassisitta Oqaluffia), costruita nel 1849, dalla caratteristica struttura in pannelli di legno rosso. Dal 1958 Nuuk è anche sede della piccola comunità cattolica groenlandese, raccolta nella Chiesa parrocchiale di Cristo Re (Krist Konge Kirke), consacrata nel 1972.

## Cultura

### Istruzione

#### Musei
- Museo nazionale della Groenlandia
- Museo d'arte di Nuuk

## Sport
A Nuuk sono presenti varie squadre di calcio (Nuuk IL, B-67, GSS Nuuk) che militano nel campionato groenlandese: il B-67 ne ha vinte 13 edizioni (1993, 1994, 1996, 1997, 1999, 2005, 2008, 2010, 2012, 2013, 2014, 2015, 2016) il Nuuk IL ne ha vinte 5 (1981, 1985, 1986, 1988, 1990) ed il GSS 4 (1972, 1973, 1975, 1976).
La città ha inoltre dato i natali, nel 1977, all'ex calciatore Jesper Grønkjær.

## Amministrazione

### Gemellaggi

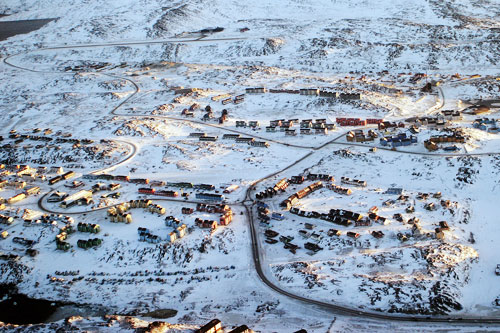
Nuuk dall'alto

- Ålborg
- Copenaghen
- Helsinki
- Oslo
- Tiverton
- Huddinge
- Bocas del Toro
- Reykjavík
- Stoccolma
- Tórshavn
- Vantaa
- Changchun
- Lyngby-Taarbæk
- Ushuaia
- Sorong
- Cuxhaven
- Erba